# ALICE (propellente)

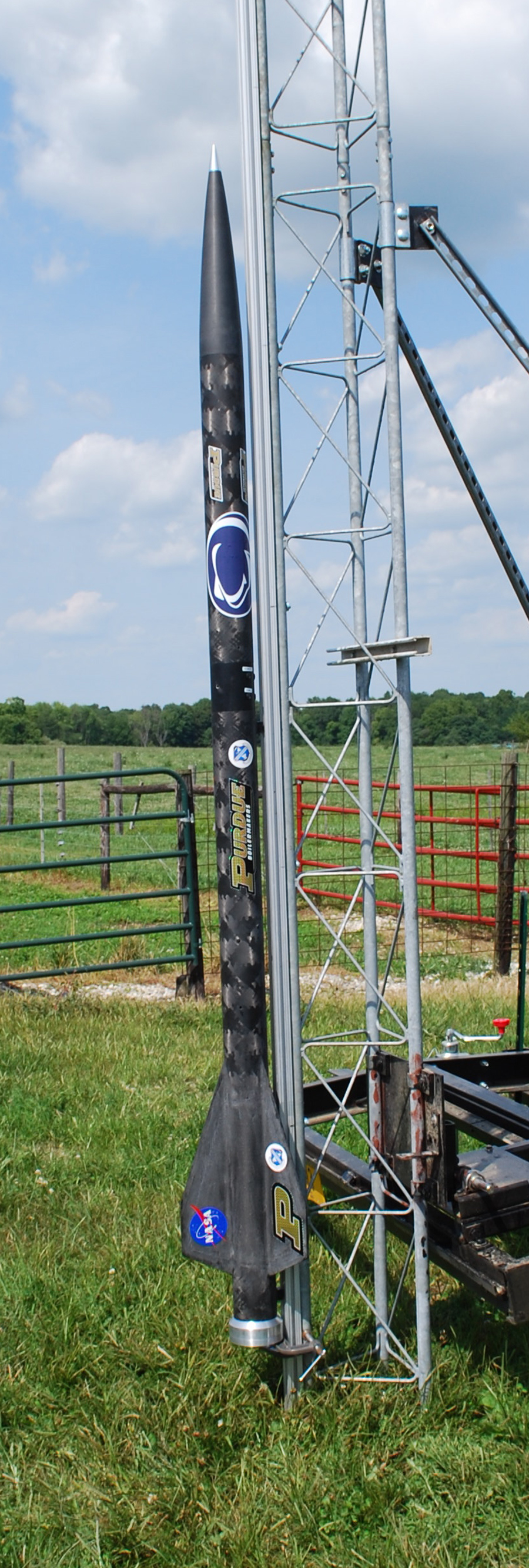
Il primo razzo alimentato con ALICE in fase di lancio

ALICE è un tipo di propellente per razzi, composto da nano-polvere di alluminio e da acqua, elaborato dalla Purdue University in collaborazione con la Penn State University. Dopo aver mescolato i reagenti e ghiacciato il composto, diventa stabile. Da qui ha origine il nome ALICE, ALuminium ICE.